# Брант
Брант (фр. Brantes) насеље је и општина у Француској у региону Прованса-Алпи-Азурна обала, у департману Воклиз која припада префектури Карпантрас.
По подацима из 2011. године у општини је живело 83 становника, а густина насељености је износила 2,95 становника/km². Општина се простире на површини од 28,18 km². Налази се на средњој надморској висини од 546 метара (максималној 1.900 m, а минималној 425 m).

## Демографија
| 1962. | 1968. | 1975. | 1982. | 1990. | 1999. | 2011. |
| ----- | ----- | ----- | ----- | ----- | ----- | ----- |
| 80    | 90    | 85    | 85    | 63    | 65    | 83    |

График промене броја становника у току последњих година